# Теледіка
Теледіка (грец. Τηλεδίκη, латиніз. Teledice, досл. «далекоглядна») — персонаж давньогрецької міфології..
Теледіка — німфа, яка мешкала у місті Аргос (південна Греція). Її батько був Океан.
Теледіка була дружиною Форонея, могутнього царя Полопоннеса, який жив до Великого потопу. Теледіка була матір'ю Апіса (після смерті отримав ім'я Сараніс) та Ніоби (улюблениця Зевса).